# HD 53532
HD 53532, TOI-5082 — одиночная звезда в созвездии Близнецов на расстоянии приблизительно 140 световых лет (около 42,9 парсек) от Солнца. Визуальная звёздная величина звезды — +8,27m.
Вокруг звезды обращается, как минимум, одна планета.

## Характеристики
HD 53532 — жёлтый карлик спектрального класса G0V, или G0, или G2V, или G5V. Масса — около 0,929 солнечной, радиус — около 0,929 солнечного, светимость — около 0,796 солнечной. Эффективная температура — около 5532 K.

## Планетная система
В 2024 году группой астрономов было объявлено об открытии планеты TOI-5082 b.
В 2019 году учёными, анализирующими данные проектов Hipparcos и Gaia, у звезды обнаружена планета HIP 34271 c.